# Urzica
Urzica est une commune roumaine située dans le județ d'Olt.